# Vojtěch, řečený sirotek
Vojtěch, řečený sirotek é um filme de drama tchecoslovaco de 1989 dirigido e escrito por Zdeněk Tyc. Foi selecionado como represente da Tchecoslováquia à edição do Oscar 1990, organizada pela Academia de Artes e Ciências Cinematográficas.

## Elenco
- Petr Forman - Vojta
- Barbora Lukesová - Anezka
- Jana Dolanská - Blazena
- Vlastimil Zavrel - Lojza
- Jirí Hájek - Caretaker
- Bretislav Rychlík - Venca
- Jaroslav Mares - Juz